# Петропавловское (Киевская область)
Петропавловское (укр. Петропавлівське) — село, входит в Бориспольский район Киевской области Украины.
До 2016 года село носило название Петровское .
Население по переписи 2021 года составляло 5460 человек. Почтовый индекс — 08341. Телефонный код — 4595. Занимает площадь 1,139 км².

## Местный совет
08341, Киевская обл, Бориспольский р-н, с. Вишенки, ул. Ленина, 79